# Fyrhjuling

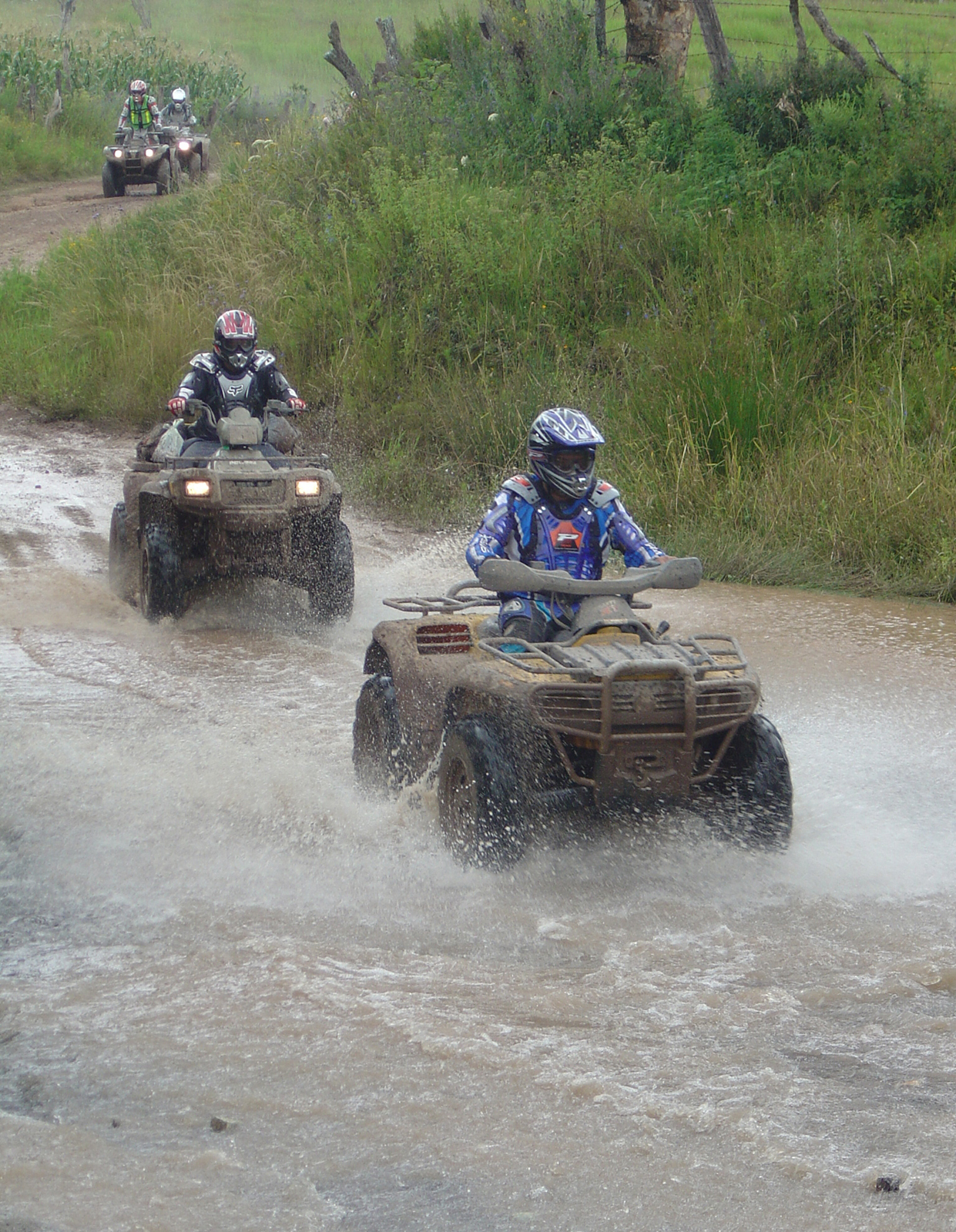
Fyrhjulingar

Fyrhjuling eller terränghjuling är ett transportmedel av typ terrängmotorfordon eller motorcykel med fyra hjul, huvudsakligen använd för terrängkörning, så kallad offroad. I många länder kallas fyrhjulingen för ATV (all-terrain vehicle) eller quad.
Vintertid förekommer varianter av liknande fordon, där de fyra hjulen bytts ut mot band. Därmed har man fått en variant av snöskoter, med band där fram där en vanlig snöskoter har skidor.

## Fyrhjuling i Sverige
I Sverige är körning i terrängen inte tillåten annat än för nyttotrafik (skogsbruk, jordbruk samt vissa andra undantag). Detta gäller även på egen mark. Körning i rekreationssyfte kan därför endast ske inom för ändamålet godkända områden eller efter särskilt tillstånd. Regler för terrängkörning finns i Terrängkörningslagen.
En fyrhjuling kan antingen registreras som terrängmotorfordon (ATV), traktor, motorcykel (kvadricykel), moped eller lekfordon (fyrhjuling avsedd för barn) beroende på användningsområde och utförande. ATV är ett fyrhjuligt arbetsredskap registrerat som terrängmotorfordon - max 400 kg tjänstevikt (terrängskoter). En kvadricykel är ett fyrhjuligt fordon registrerat som motorcykel. Som lekfordon definieras fordon som har elmotor och är avsedda för barn upp till 14 år. Den högsta tillåtna hastigheten för ett lekfordon är 6 km/tim.

## Tillverkare
- Access Motor, Taiwan